# Lemie
Lemie (così anche in piemontese, Leimia in francoprovenzale) è un comune italiano di 154 abitanti della città metropolitana di Torino in Piemonte.

## Geografia fisica

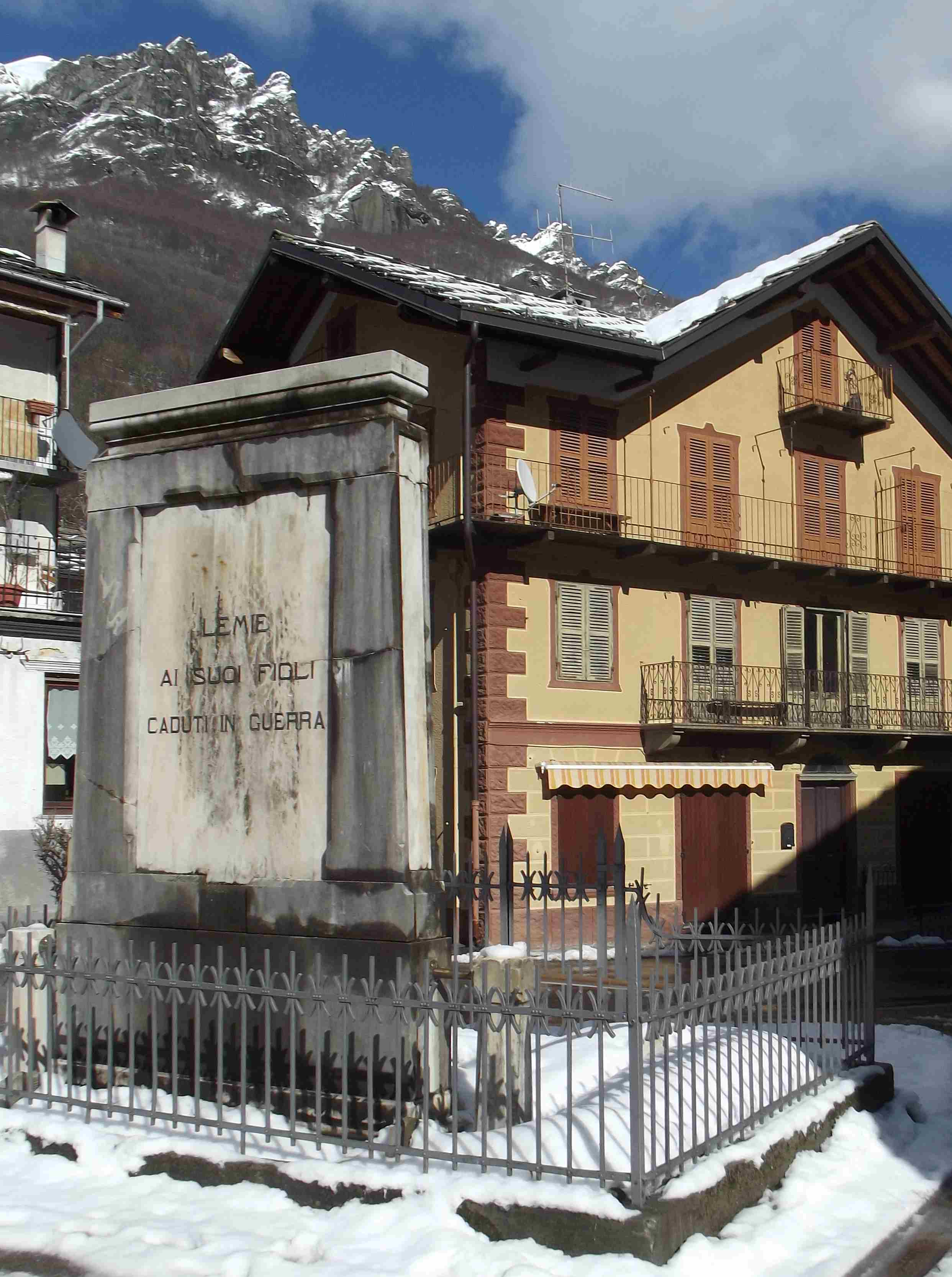
Il monumento ai caduti

Lemie si trova nelle Valli di Lanzo (più precisamente tra la Valle di Viù e la Vallorsera), sulla sinistra idrografica del torrente Stura di Viù, a nord-ovest del capoluogo piemontese.

## Origini del nome
Il nome del paese deriverebbe, secondo alcuni, dal latino lemiae ("streghe") oppure, secondo altri studiosi, dal termine limina ("confine").

## Storia
Lemie fu un feudo dell'arcidiocesi di Torino fino all'XI secolo e divenne in seguito parte dei domini dei Visconti di Baratonia. Nel territorio comunale a partire dal XIV secolo vennero aperte alcune miniere di ferro e rame; i minerali contenenti i metalli venivano fatti fondere in frazione Forno. L'attività metallurgica attirò in zona l'immigrazione di manodopera specializzata proveniente dal Bergamasco e dalla Valsesia.
Nell'agosto 1465 un'alluvione devastò completamente il paese, ricostruito con fatica negli anni successivi.

### Simboli
Il comune era privo di emblemi e solo di recente, con D.P.R. del 12 settembre 2005, è stato autorizzato ad utilizzare lo scudo di un'antica e nobile famiglia che viveva nel territorio comunale con la seguente descrizione araldica:
(D.P.R. 12.09.2005)
Il gonfalone è un drappo partito di giallo e di rosso.

## Monumenti e luoghi d'interesse
- Chiesa parrocchiale San Michele Arcangelo: in origine era una chiesa in stile gotico, in luogo della quale fu ricostruita tra il 1689 e il 1701 l'attuale parrocchiale barocca. Il campanile risale invece al 1808.[8]
- Santuario della Madonna degli Olmetti: è dedicato alla natività di Maria. Nel 1701 Giambartolomeo Bovero Castagnole, di Germagnano (TO), pregò davanti a un'immagine mariana, dipinta su un pilone votivo, per i suoi due figlioletti gravemente malati. La loro repentina guarigione richiamò l'attenzione dei fedeli, per accoglere i quali fu edificato nel 1721 intorno al pilone il santuario, ampliato nel 1848. L'attuale denominazione è dovuta a un boschetto di olmi situato poco lontano.[8][9]
- Cappella di San Giulio, con un importante ciclo di affreschi risalenti al 1486, il medesimo anno di edificazione della cappella.
- In frazione Forno, vi è un ponte ad arco in pietra, con edicola centrale, che scavalca la Stura, risalente al 1477
- Nei dintorni dell'abitato, esiste la spettacolare cascata dell'Ovarda

## Sport
All'interno del territorio comunale è possibile praticare numerosi sport estivi all'aperto, grazie ad un'area sportiva comunale:
- Calcio a 7/8 su campo in erba naturale
- Beach volley
- Basket
- Pallavolo
- Tennis, su campo in cemento
- Roller
- Ping pong
- Arrampicata su falesia

Inoltre, si snodano, sul territorio comunale, diversi sentieri per Mountain Bike ed escursioni.

## Società

### Evoluzione demografica
Nel corso degli ultimo 150 anni il paese si è spopolato in modo considerevole, raggiungendo un dodicesimo dei suoi abitanti originari.
Abitanti censiti

## Amministrazione

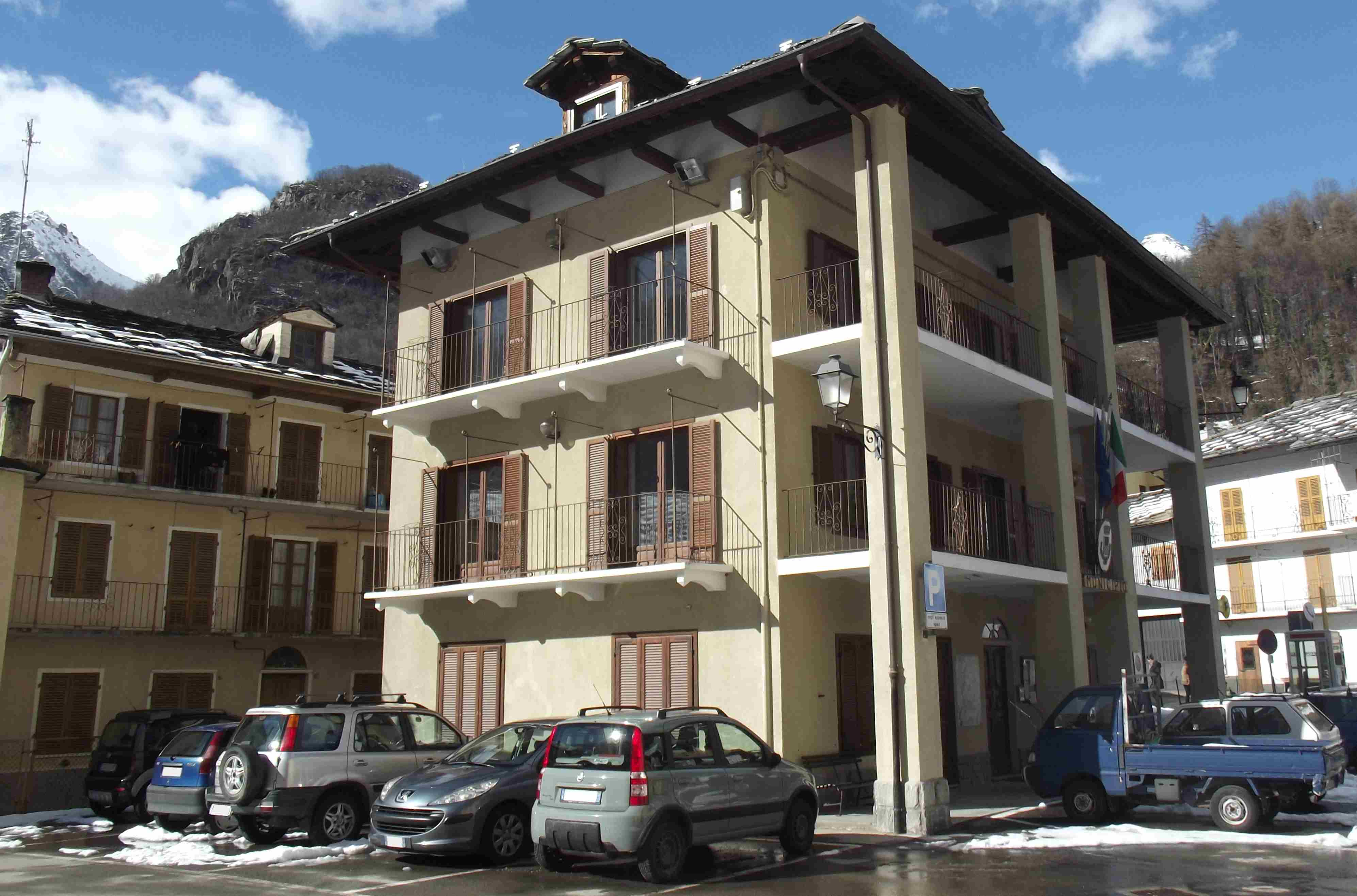
Il municipio

| Periodo | Periodo   | Primo cittadino  | Partito      | Carica  | Note |
| ------- | --------- | ---------------- | ------------ | ------- | ---- |
| 2005    | 2010      | Giuseppe Davy    | lista civica | sindaco |      |
| 2010    | 2015      | Giacomo Lisa     | lista civica | sindaco |      |
| 2016    | 2021      | Giacomo Lisa     | lista civica | sindaco |      |
| 2021    | in carica | Daniele Gabriele | lista civica | sindaco |      |

### Altre informazioni amministrative
Il comune fa parte dell'Unione dei Comuni montani delle Alpi Graie assieme ai comuni di Viù, Usseglio (posti in Val di Viù), Groscavallo (in Val Grande di Lanzo), Ceres, Rubiana (in Val di Susa); in tal modo risultano ora separati dagli altri comuni delle Valli di Lanzo che, fino al 2014, costituivano la dissolta Comunità montana Valli di Lanzo, Ceronda e Casternone.

## Galleria d'immagini

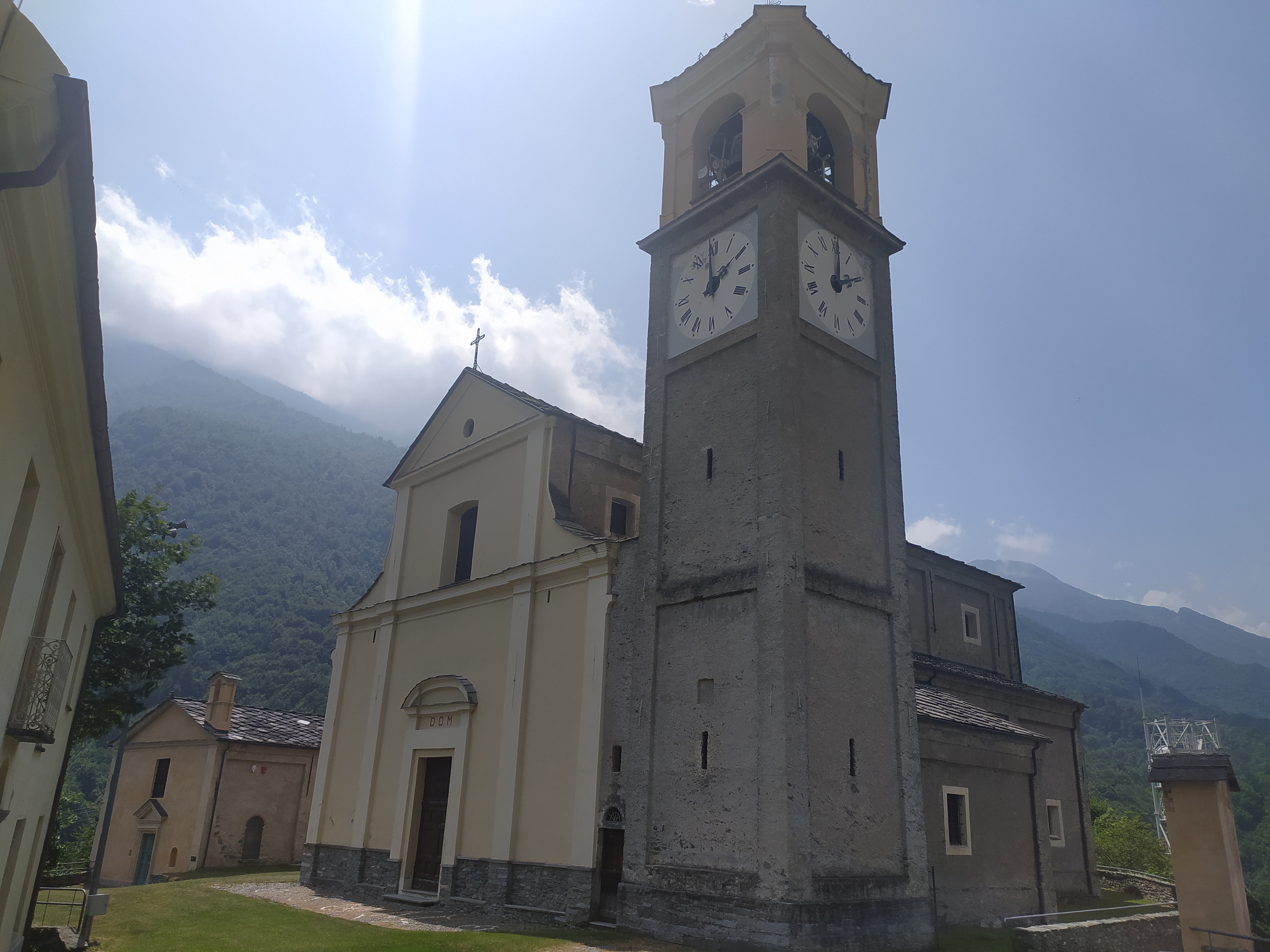
Chiesa Parrocchiale S.Michele
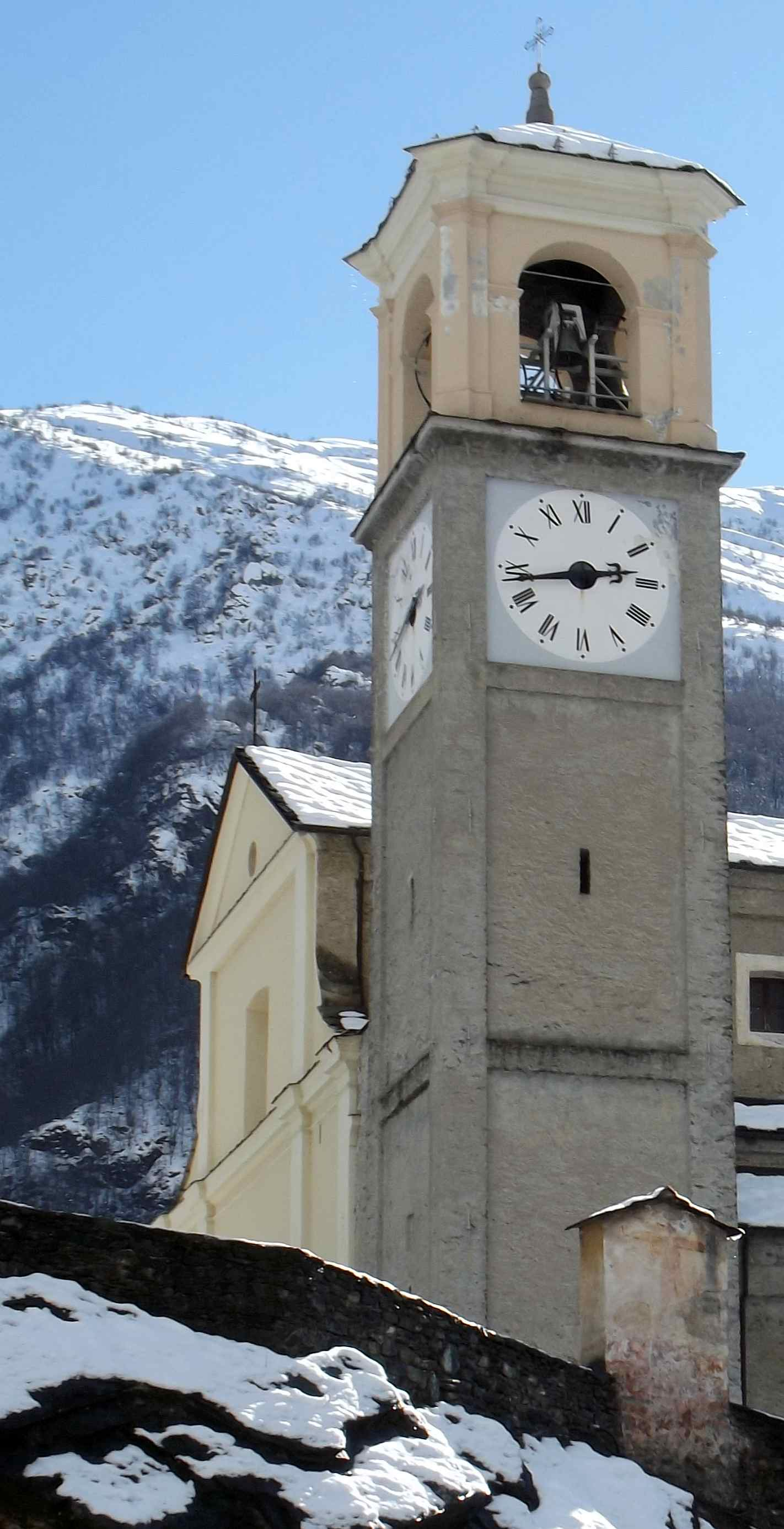
Il campanile della Chiesa
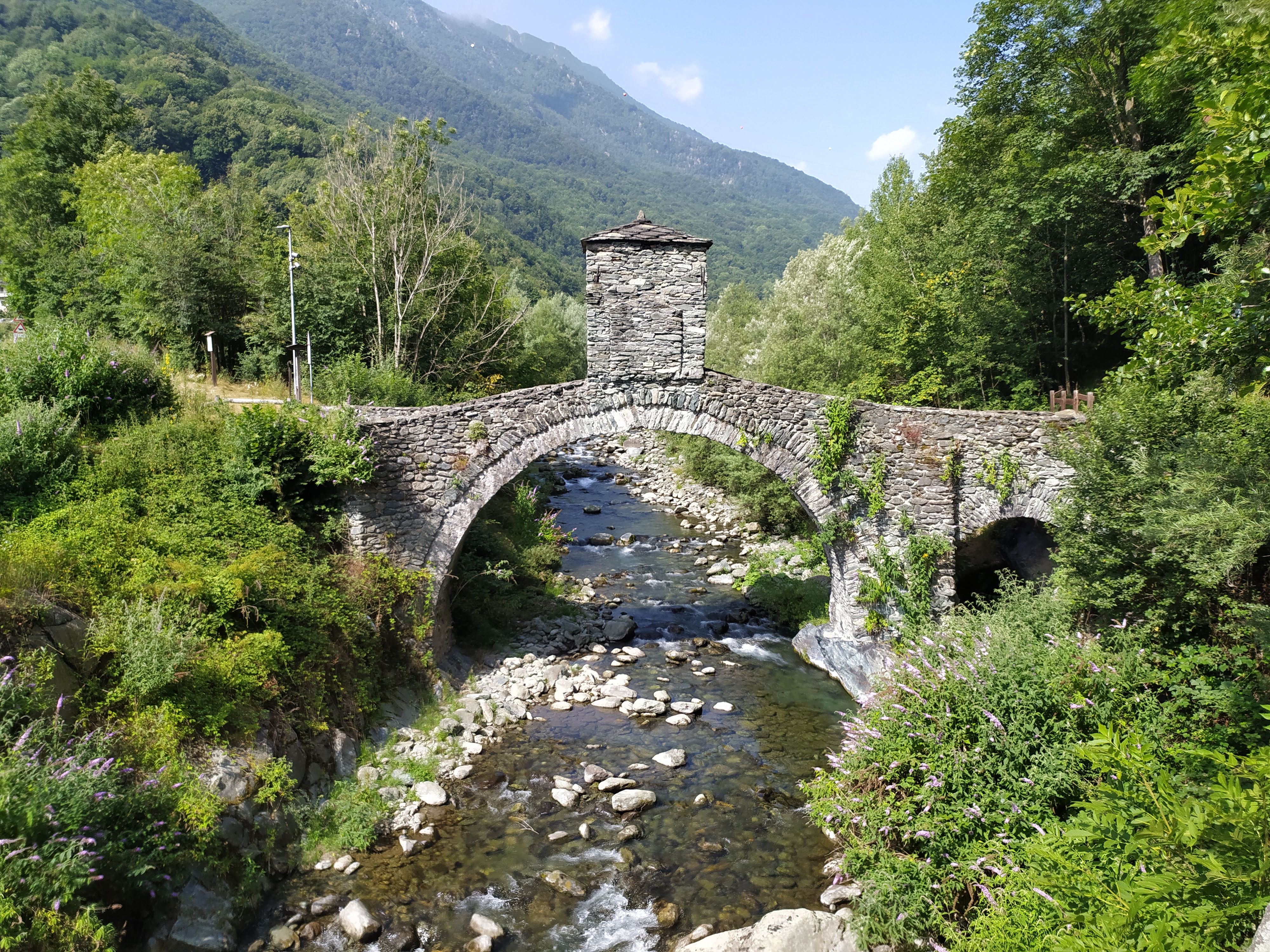
Ponte medievale sulla Stura
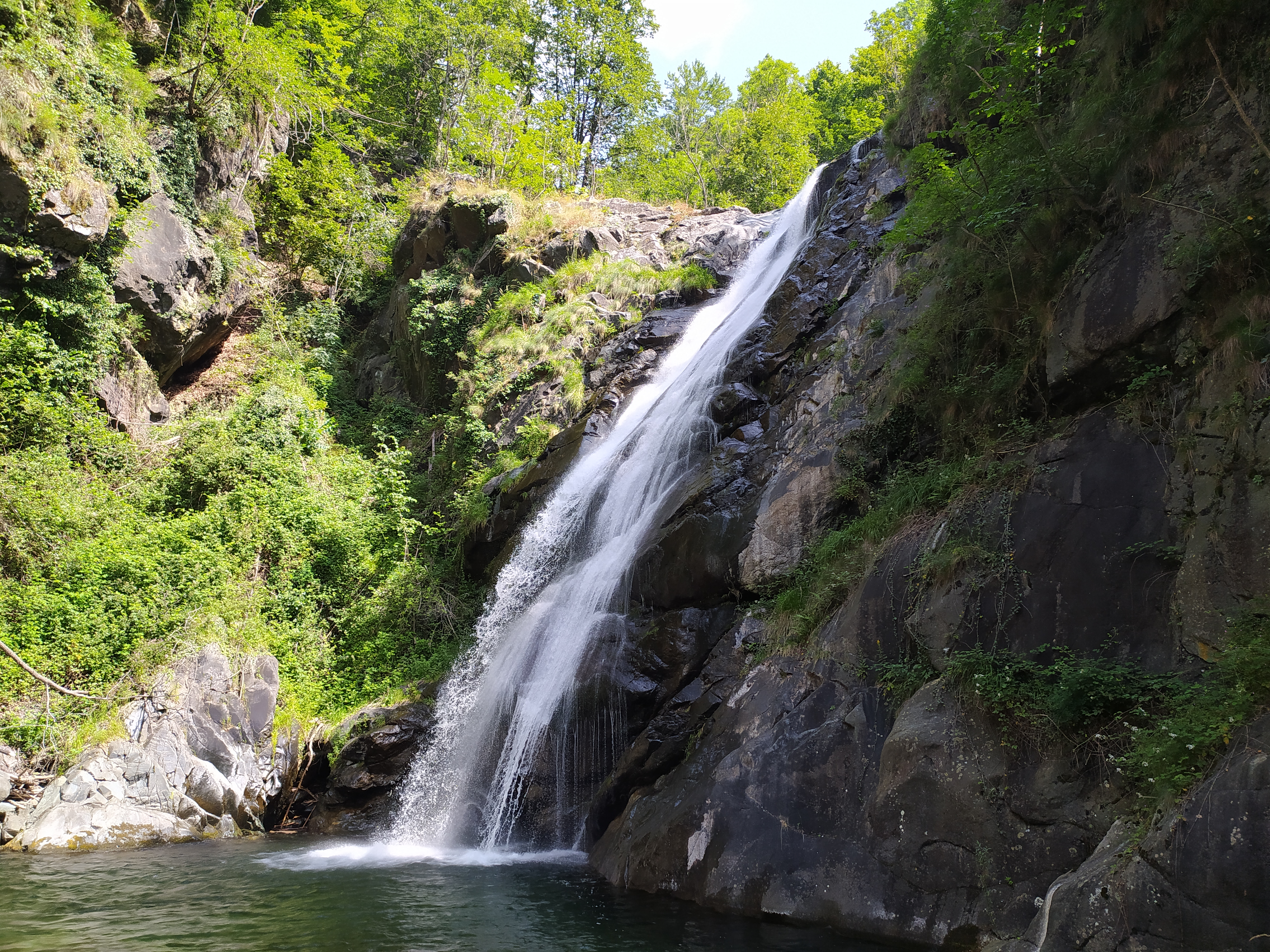
Veduta cascata dell'Ovardra